# Schallbach
Schallbach est une commune allemande en Bade-Wurtemberg, située dans le district de Fribourg-en-Brisgau.